# Jacobaea borysthenica
Jacobaea borysthenica là một loài thực vật có hoa trong họ Cúc. Loài này được (DC.) B.Nord. & Greuter mô tả khoa học đầu tiên năm 2006.